# نهائي كوبا ليبرتادوريس 1989
نهائي كأس ليبرتادوريس 1989 هو النهائي الـ 30 من بطولة كأس ليبرتادوريس لتحديد بطل كأس ليبرتادوريس عام 1989 .

## الفرق المتأهلة
| فريق             | مشاركات سابقة (الخط الغليظ يشير إلى فوز) |
| ---------------- | ---------------------------------------- |
| أوليمبيا         | 1960، 1979                               |
| أتليتكو ناسيونال | -                                        |